# William Douglas (4e baronnet)
Pour les articles homonymes, voir William Douglas.
William Douglas, 4e baronnet de Kelhead (v. 1730 - 16 mai 1783), est un député britannique.

## Biographie

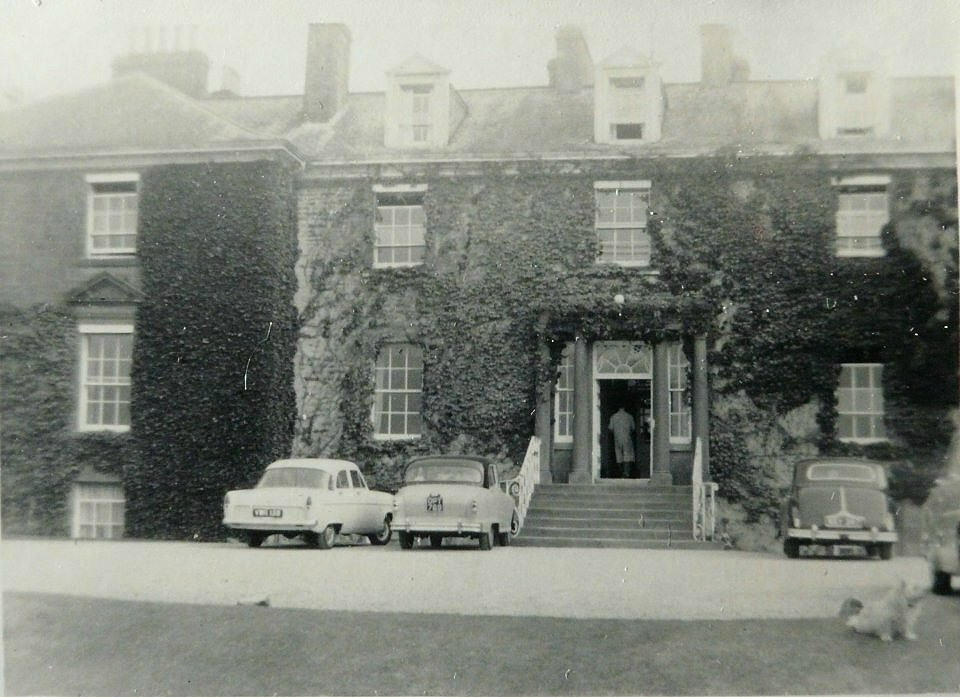
Hôtel de Lockerbie House, 1959

Fils de John Douglas, 3e baronnet de Kelhead et de son épouse, Christiane Cunningham, fille de William Cunningham de Caprington, 2e baronnet, il est un descendant de Catherine Douglas, sœur de William Douglas (1er duc de Queensberry). Il fait ses études à l'Université de Glasgow.
Il est député de Dumfries Burghs entre 1768 et 1780. Il hérite de son oncle Charles Douglas du domaine de Brecon what, Dumfries en 1770. William commande la construction de la Lockerbie House.
Il épouse Grace Johnstone en 1772 et a cinq fils et quatre filles. L'aîné est Charles Douglas (6e marquis de Queensberry).
Le 4 mai 1837, leur troisième fils, John Douglas (7e marquis de Queensberry), obtient le titre et la préséance du fils cadet d'un marquis, avant de devenir marquis. William Douglas (1783-1859), le plus jeune fils, est député de Dumfries Burghs.